# Conservation foncière
L'Agence Nationale de la Conservation Foncière, du Cadastre et de la Cartographie ou ANCFCC est une administration marocaine fondée en 1915 sous le protectorat.
Elle est chargée du Cadastre National et est placée sous la tutelle du Ministère de l'Agriculture et de la Mise en Valeur Agricole. Il en existe 53, soit une par province.
Son directeur général est Karim Tajmouati.

## Fonctionnement

### Textes juridiques
Ses prérogatives précises sont définies par la loi n°58-00 sur l'Agence Nationale de la Conservation Foncière.  Elle est encadrée par plusieurs dahirs 

### Gestion
Le Conseil d'Administration de l'Agence est présidé par le Chef du Gouvernement. 
Il est composé des membres suivants:
- Le Ministre chargé de la justice;
- Le Ministre chargé de l'intérieur;
- Le Ministre chargé de l'aménagement du territoire et de l'urbanisme;
- Le Ministre chargé des finances;
- Le Ministre chargé du tourisme;
- Le Ministre chargé de l'agriculture;
- Le Ministre chargé de l'équipement;
- Le Ministre chargé de l'administration de la défense nationale;
- Le Ministre chargé des Habous et des affaires islamiques;
- Le Ministre chargé de l'industrie et du commerce

Domaines d'activités
L'Agence Nationale de la Conservation Foncière, du Cadastre et de la Cartographie est chargée de :
- L'immatriculation de la propriété foncière;
- La publicité et la conservation des droits réels et des charges foncières affectant les propriétés immatriculées ou en cours d'immatriculation;
- La conservation des archives et documents fonciers et la communication au public des renseignements qui y sont contenus;
- L'établissement des plans cadastraux dans le cadre de l'immatriculation foncière;
- L'établissement et la conservation du Cadastre National;
- L'établissement et la révision de la carte topographique du Royaume à toute échelle;
- La réalisation des travaux d'infrastructure de base, relatifs aux réseaux géodésiques et de nivellement ;
- La coordination, la centralisation et la conservation des documents topographiques et photogrammétriques établis par les administrations, les collectivités locales et les établissements publics ;
- La centralisation et la conservation en concertation avec les administrations et organismes concernés, des informations relatives aux terrains nus appartenant à l'Etat, aux Habous Publics, au Guich, aux collectivités ethniques et locales et aux établissements publics, situés à l'intérieur des périmètres des communes urbaines, des centres délimités ainsi qu'à l'intérieur de leur périphérie.